# Rhynchina ides
Rhynchina ides är en fjärilsart som beskrevs av George Thomas Bethune-Baker 1908. Rhynchina ides ingår i släktet Rhynchina och familjen nattflyn. Inga underarter finns listade.